# Namrole Airport
Namrole Airport (engelska: Namrole, Buru) är en flygplats i Indonesien.   Den ligger i provinsen Moluckerna, i den östra delen av landet, 2 200 km öster om huvudstaden Jakarta. Namrole Airport ligger 315 meter över havet. Den ligger på ön Pulau Buru.
Terrängen runt Namrole Airport är kuperad åt nordväst, men åt sydost är den platt. Havet är nära Namrole Airport åt sydost.  I omgivningarna runt Namrole Airport växer i huvudsak städsegrön lövskog.